# Charlotte Berg
Charlotte Brita Margareta Berg, född 6 maj 1972 i Grötlingbo församling, Gotlands län, är en svensk sångare och låtskrivare.

## Biografi
Charlotte Berg växte upp i en som hon själv uttrycker det "omusikalisk familj", där ingen av familjemedlemmarna spelade några instrument eller lyssnade nämnvärt på musik. Via en granne introducerades hon för artister som David Bowie och Blondie. Senare började hon ta gitarrlektioner och via sin lärare kom hon i kontakt med artister som Joni Mitchell, Neil Young och James Taylor.
När Berg gått ut gymnasiet flyttade hon till Skåne för folkhögskolestudier. 1994 flyttade hon till Stockholm och året efter startade hon bandet Charlie's Magazine. Bandet spelade in en demo, vilken ledde till skivkontrakt med EMI. Skivsläppen skulle emellertid dröja.
1998 släppte hon ett studioalbum, Alabaster Nights, under namnet Charlotte och Dea, en skiva gjord tillsammans med Dea Norberg.
I slutet av 1990-talet upptäckte hon att hon hade en hjärntumör. Tumören gjorde att Berg drabbades av huvudvärk och senare även hörselbortfall. Tumören opererades, men som en följd av detta förlorade Berg hörsel på sitt ena öra.
2001 medverkade hon på skivan Plura 50, en hyllningsplatta till Eldkvarn-medlemmen Plura till dennes 50-årsdag. Berg medverkade med låten "Ikväll stannar jag hos dig". Hon medverkade också på Totta Näslunds album Totta 4, där hon sjöng duett med honom på låten "Han kom hem", en Dan Hylander-översättning av den amerikanske countryartisten John Prines låt "Sam Stone".
Samma år släpptes Charlie's Magazines debutalbum Sweet Alibi. Debuten följdes av gruppens andra studioalbum Traffic (2003). Två år senare medverkade hon på Olle Adolphson-hyllningen Dubbel Trubbel, med låten "Råd till dej - och mej". Den 23 februari 2011 släpptes hennes debutalbum, Fritt fall på Cut the Mustard/Border Music. I anslutningen till detta spelade hon i TV4 Nyhetsmorgon, där hon framförde låtarna "Dududu" och "Ingen sång om dej".
Hon har tidigare agerat körsångerska åt Lars Winnerbäck och Ulf Lundell.

## Diskografi

### Charlotte och Dea
- 1998 – Alabaster Nights

### Charlie's Magazine
- 2001 – Sweet Alibi
- 2003 – Traffic

### Solo
- 2011 – Fritt fall